# Звездец
Звездец (болг. Звездец) — село в Бургасской области Болгарии. Входит в состав общины Малко-Тырново. Находится примерно в 18 км к северо-западу от центра города Малко-Тырново и примерно в 43 км к югу от центра города Бургас. По данным переписи населения 2011 года, в селе  проживало 486 человек.

## Население
| Год     | 1934 | 1946 | 1956 | 1965 | 1975 | 1985 | 1992 | 2001 | 2011 |
| ------- | ---- | ---- | ---- | ---- | ---- | ---- | ---- | ---- | ---- |
| Жителей | 736  | 728  | 1439 | 1269 | 906  | 845  | 633  | 387  | 486  |

| Национальность | Человек | Процент |
| -------------- | ------- | ------- |
| болгары        | 286     | 58,97%  |
| турки          | 4       | 0,82%   |
| цыгане         | 195     | 40,21%  |
| Всего ответов  | 485     |         |

|  |